# Gradec (Horvátország)
 Gradec  (régi magyar neve Geréc) falu és község (járás) Horvátországban Zágráb megyében. 

## A község (járás) települései
A községhez (járáshoz) Buzadovac, Cugovec, Festinec, Fuka, Grabrić, Gradečki Pavlovec, Haganj, Lubena, Mali Brezovec, Podjales, Pokasin, Potočec, Remetinec, Repinec, Salajci, Stari Glog, Tučenik, Veliki Brezovec és Zabrđe falvak tartoznak Gradec mellett.

## Fekvése
Zágrábtól 42 km-re északkeletre, a megye északkeleti részén fekszik. 

## Története
A települést 1292-ben még birtokként, a három nagy püspöki birtok egyikeként "Goricha Terra" alakban említik először. A zágrábi püspökség 1325-ben kelt oklevelében említik Gorica Szent Péter apostol tiszteletére szentelt templomát is. Szent Péterről nevezett plébániáját a zágrábi káptalan 1334-ben kelt statútuma említi először. A növekvő török veszély hatására a 15. század első felében felépítették Gradec püspöki várkastélyát, ekkor és erről kapta a település a mai nevét. A vizesárokkal körülvett várkastélyt  a nép ugyanis „Grad”-nak, azaz magyarul várnak nevezte, a vár körüli település pedig a zágrábi Gradechez hasonlóan a „Gradec” nevet kapta. Itt települtek le a vár katonasága és szolgálónépei, akiknek a ház mellett kert és háztáji föld is járt. A környéket az első nagyobb török támadás 1552-ben érte, amikor a török a püspöki uradalomhoz tartozó falvakat elpusztította. 1554-ben pestisjárvány pusztított. 1565-ben a török a várat is megtámadta, de annak 80 fős őrsége visszaverte a támadókat. 1644-ben Draskovich János horvát bán serege kényszerítette meghátrálásra Gradec alól a török sereget. 
1679-ben Stjepan Nedelko zágárábi kanonok a gradeci püspöki birtokról írt jelentésében leírja, hogy "a falu mellett a püspök kastélya áll, mely a Gradec és Dubrava környéki nagy birtokainak központja. A kastélyt védőfalak és vizesárok övezi. A falakon belül több ház is áll, melyek közül a legnagyobb a várkapitány háza." A templomról Nedelko azt írja, hogy „a Szent Péter plébániatemplom is a falakon belül áll. A templomban csak a szentély és a sekrestye felett van boltozat, de a mennyezete fából van akárcsak a harangtorony. A temető nem a templom mellett, hanem a falakon kívül van, mivel belül nincs elég hely. A temetőben a Szent Mihály kápolna áll.” Megemlíti az emeletes plébániát is, melynek szőlőhegye és borospincéje Cugovecen van. A plébániának tanítója is van aki külön tanítói házban lakik. Az 1680-as vizitáció a plébánia híveinek számát kétezer főre teszi. A plébániához a templomon kívül még három kápolna, a cuboveci, a pokasini és a buzadovaci (akkoriban Gornji Tučenik) tartozott. Az 1710-es vizitáció megemlíti a Fájdalmas Szűzanya kápolnát is, mely a vár előtti téren, a várkastélyhoz vezető híd előtt állt. 
Az 1755-ös parasztfelkelésben a várkastélyt is elfoglalták és felgyújtották. Ezután a helyén fából új kastélyt építettek.
A hívek 1765-ben új plébániatemplom építését határozták el. Építése 1768-ban kezdődött és 1817-ig tartott. 1861-ben egy tűzvészben teljesen leégett, így szinte alapjaitól kellett újjáépíteni. 1900-ban a harangtorony új, csúcsos toronysisakot kapott. 1821 és 1822 között Verhovácz Miksa (Maksimilijan Vrhovec) püspök építtette fel a ma is álló új, nagyméretű kastélyt, Gradec ugyanis a püspök kedvelt tartózkodási helye volt. A kastély környezetét már Vrhovec utódja Alagovich Sándor (Aleksander Alagović) püspök alakíttatta ki. 1828-ban ő bontatta le a régi várfalakat és temettette be a vizesárkokat, melyek helyén új kerítést és utat építtetett. Nyaranta sokat tartózkodott itt Haulik György (Juraj Haulik) püspök is, aki gyakran fogadott rangos vendégeket a kastélyban. 1926-ban a kastély állami tulajdon lett, majd a második világháború után községi tulajdonba került. 
A helybeli tanításról először az 1679-es vizitáció tesz említést. 1771-ben püspöki engedéllyel az iskola a kastélyban működött 38 tanulóval. Az első leánynevelde szerzetes nővérek vezetésével 1858-ban működött a településen, szintén a kastélyban. Új, emeletes  épülete 1868-ban épült fel a kastély kertjében. 1963-ban nyolcosztályos alapiskola nyílt a kastélyban, mely 2009-ig működött. Az iskolának kihelyezett négyosztályos alsó tagozatai működtek Haganj, Cugovec, Repinec és Tučenik falvakban. 2009-ben új, korszerű iskolát építettek, többfunkciós tornateremmel. 
A posta 1874-ben létesült a településen. 1871-ben megépült az első állomás, majd 1893-ban a vasúti pályaudvar. 1902-ben új pályaudvart építettek. 
A település úthálózata nagyrészt még a középkorban létesült. Aszfaltozása az 1960-as évektől az 1980-as évekig tartott. Az elektromos hálózatot az 1960-as években építették ki a településen. A vízvezeték hálózat kiépítése az 1970-es évek elején kezdődött. 
A településnek 1857-ben 365, 1910-ben 538 lakosa volt. Trianonig Belovár-Kőrös vármegye Kőrösi járásához tartozott. 2001-ben a falunak 490, a községnek összesen 3920 lakosa volt.

## Lakosság
| Lakosság változása | Lakosság változása | Lakosság változása | Lakosság változása | Lakosság változása | Lakosság változása | Lakosság változása | Lakosság változása | Lakosság változása | Lakosság változása | Lakosság változása | Lakosság változása | Lakosság változása | Lakosság változása | Lakosság változása |  |
| ------------------ | ------------------ | ------------------ | ------------------ | ------------------ | ------------------ | ------------------ | ------------------ | ------------------ | ------------------ | ------------------ | ------------------ | ------------------ | ------------------ | ------------------ |  |
| 1857               | 1869               | 1880               | 1890               | 1900               | 1910               | 1921               | 1931               | 1948               | 1953               | 1961               | 1971               | 1981               | 1991               | 2001               |  |
| 365                | 442                | 420                | 424                | 1175               | 538                | 496                | 515                | 654                | 533                | 565                | 517                | 475                | 442                | 490                |  |

## Nevezetességei
- A Megsebzett Jézus tiszteletére szentelt plébániatemplomának[3] elődje a Szent Péter templom még a középkorban épült. Első említése 1325-ben történt. A mai templomot  1768 és 1817 között építették a lebontott régi templom mellett. 1861-ben leégett, de újjáépítették. 1900-ban a barokk harangtornyot lebontották és új tornyot építettek helyette historizáló stílusban. Főoltárát 1891-ben építették, a zágrábi ipari iskolában készült. Hat mellékoltára van melyek Szűz Mária, Xavéri Szent Ferenc, Szent Anna, Remete Szent Antal, Páduai Szent Antal és Szent Mária Magdolna tiszteletére vannak szentelve. Értékei az evangélisták szobraival díszített szószék, Branjug püspök 1746-ban készített síremléke, egy 1741-ben készített monstrancia, egy 1748-ban készült zománcképekkel díszített kehely, egy 1780 körül festett fogadalmi kép és egy 18. századi ezüstveretes miseruha.

- A templom közelében álló egykori püspöki kastélyt[4] 1821-22-ben építtette Verhovácz Miksa zágrábi püspök a lebontott régi várkastély helyén. A püspökök nyári rezidenciája volt, majd 1928-ban állami tulajdonba került. 1963 és 2009 között alapiskola működött benne.